# Martin Hiller
Martin Hiller (* 8. April 2000 in Potsdam) ist ein deutscher Kanute. Er wurde 2022 gemeinsam mit Tamás Grossmann Kanurennsport Weltmeister und Europameister im Zweier-Kajak über 1000 m sowie ebenfalls über 1000 m Weltmeister im Vierer-Kajak.
2024 wurde er bei Dopingkontrollen zweimal positiv auf insgesamt drei verschiedene Anabolika getestet und erhielt dafür eine vierjährige Sperre.

## Sportliche Karriere
Martin Hiller sammelte bereits bei Junioren-Weltmeisterschaften einige Erfolge. So gewann er 2017 bei seiner zweiten Teilnahme die Disziplin K4 Junior 500 und landete 2018 beim K4 JUNIOR 500 und K1 JUNIOR 1000 jeweils auf dem zweiten Platz.
2019 erreichte er in der U23 WM den dritten Platz im K2 über 1000 m und wurde auch bei den Herren Dritter im K2 über 500 m.
2021 präsentierte sich Martin Hiller in Bestform und erlebte dann eine Enttäuschung, als er bei der Olympiade in Tokio nur als Ersatzmann nominiert wurde. Das Team gewann Gold im K4 über 500 m und Silber im K2 über 1000 m.
Noch im gleichen Jahr konnte er dann bei den Weltmeisterschaften seine Leistung zeigen: Er gewann er bei der U23 WM über 1000 m im K1 und wurde Zweiter bei der Herren WM im K2 über 500 m.
2022 war sowohl psychisch als auch physisch schwer für ihn, da er mit Herzrhythmusstörungen und einer Venenthrombose zu kämpfen hatte und den Tod seiner Mutter verarbeiten musste. Trotzdem wurde er in Kanada mit seinem Partner Tamás Grossmann Weltmeister im K2 über 1000 m. Nur zwei Wochen später gewann das Duo auch die Europameisterschaft in Oberschleißheim in der gleichen Disziplin.
2024 verpasste er erneut den Eintritt ins Olympia Team. Bei den Weltmeisterschaften konnte er dafür Bronze über 1000 m im K2 gewinnen.

### Doping
2024 wurde er nur wenige Wochen nach den Weltmeisterschaften in Samarkand, Usbekistan, bei denen er den dritten Platz im Zweier-Kajak über 1000 m belegt hatte, bei einer Dopingkontrolle außerhalb von Wettkämpfen positiv getestet. Auch eine zweite Kontrolle einen Monat später fiel positiv aus. Es wurden die drei verschiedenen Anabolika Methandrostenolon, Methandienon und Ostarine nachgewiesen.
Er war der erste Fall eines überführten Dopers, der in Deutschland erst durch eine Recherche der ARD Dopingredaktion öffentlich wurde, da die Nationalen Anti-Doping-Agentur (NADA) aus Datenschutzrechtlichen Gründen seit 2020 auch bei abgeschlossenen Verfahren keine Namen mehr veröffentlicht.
Im Februar 2025 wurde das Verfahren endgültig entschieden und eine vierjährige Dopingsperre ausgesprochen.

## Internationale Erfolge

### Weltmeisterschaften
| Jahr | K1 1000 m | K2 500 m | K2 1000 m |
| ---- | --------- | -------- | --------- |
| 2019 |           | 3        |           |
| 2021 | 5         | 2        |           |
| 2022 |           |          | 1         |
| 2023 |           | 6        |           |
| 2024 |           |          | 3         |